# Sofia Ennaoui
Sofia Ennaoui (ur. 30 sierpnia 1995 w Ibn Dżarir w Maroku) – polska lekkoatletka specjalizująca się w biegach średnich i długich. Finalistka Igrzysk Olimpijskich 2016 w Rio de Janeiro w biegu na 1500 metrów i wicemistrzyni Europy z 2018 na tym dystansie.

## Kariera sportowa
Startowała w 2011 bez powodzenia na mistrzostwach świata juniorów młodszych w Lille Metropole odpadając w eliminacjach biegu na 800 metrów. Rok później zajęła 10. miejsce w biegu na 1500 metrów podczas juniorskiego czempionatu w Barcelonie. Uczestniczyła w przełajowych mistrzostwach świata w Bydgoszczy w marcu 2013. Srebrna medalistka mistrzostw Europy juniorów w Rieti (2013) w biegu na dystansie 1500 metrów. Na koniec sezonu 2013 zdobyła w Belgradzie wicemistrzostwo Europy juniorek w biegach przełajowych. Piąta zawodniczka mistrzostw świata juniorów w Eugene (2014). 7 marca 2015 podczas Halowych mistrzostw Europy w Pradze zajęła szóste miejsce w biegu na 3000 metrów, natomiast w kolejnej edycji halowego czempionatu w Belgradzie wywalczyła brązowy medal, tym razem w biegu na dystansie o połowę krótszym. Półfinalistka biegu na 1500 metrów podczas mistrzostw świata w Londynie (2017).
Halowa mistrzyni Polski w biegu na 1500 metrów (2015 i 2018) oraz w biegu na 3000 metrów (2017). Złota medalistka mistrzostw Polski juniorów (także w hali) oraz ogólnopolskiej olimpiady młodzieży.

## Życie prywatne
Jest córką Polki i Marokańczyka. W wieku 2 lat przyjechała do Polski, wychowała się w Lipianach, a obecnie mieszka we Wrocławiu oraz Barlinku, gdzie również trenuje.
Rozpoczęła studia matematyczne, jednak zrezygnowała z nich po pierwszym roku.
W październiku 2018 rozpoczęła służbę wojskową szkoleniem w 36 Dywizjonie Rakietowym Obrony Powietrznej. Od marca 2019 służy w Centrum Szkolenia Wojsk Inżynieryjnych i Chemicznych we Wrocławiu. W efekcie przeciążeń podczas szkolenia wojskowego doznała kontuzji, która zmusiła ją do rezygnacji ze startu w Mistrzostwach Świata w 2019.

## Osiągnięcia
| Rok  | Impreza                                   | Miejsce        | Konkurencja                        | Lokata      | Wynik    |
| ---- | ----------------------------------------- | -------------- | ---------------------------------- | ----------- | -------- |
| 2011 | Mistrzostwa świata juniorów młodszych     | Lille          | bieg na 800 m                      | eliminacje  | 2:14,73  |
| 2012 | Mistrzostwa świata juniorów               | Barcelona      | bieg na 1500 m                     | 10. miejsce | 4:15,23  |
| 2013 | Mistrzostwa świata w biegach przełajowych | Bydgoszcz      | bieg juniorek                      | 26. miejsce | 19:45    |
| 2013 | Mistrzostwa Europy juniorów               | Rieti          | bieg na 1500 m                     | 2. miejsce  | 4:20,20  |
| 2013 | Mistrzostwa Europy w biegach przełajowych | Belgrad        | bieg juniorek                      | 2. miejsce  | 13:16    |
| 2014 | Mistrzostwa świata juniorów               | Eugene         | bieg na 1500 m                     | 5. miejsce  | 4:13,06  |
| 2015 | Halowe Mistrzostwa Europy                 | Praga          | bieg na 3000 m                     | 6. miejsce  | 8:56,77  |
| 2015 | IAAF World Relays                         | Nassau         | sztafeta 1200 + 400 + 800 + 1600 m | 2. miejsce  | 10:45:32 |
| 2015 | IAAF World Relays                         | Nassau         | sztafeta 4 × 800 m                 | 3. miejsce  | 8:11:36  |
| 2015 | Superliga drużynowych mistrzostw Europy   | Czeboksary     | bieg na 3000 m                     | 1. miejsce  | 9:20,39  |
| 2015 | Młodzieżowe Mistrzostwa Europy            | Tallinn        | bieg na 1500 m                     | 2. miejsce  | 4:04,90  |
| 2015 | Mistrzostwa świata                        | Pekin          | bieg na 800 m                      | półfinał    | 2:00,11  |
| 2015 | Mistrzostwa świata                        | Pekin          | bieg na 1500 m                     | półfinał    | 4:16,70  |
| 2016 | Mistrzostwa Europy                        | Amsterdam      | bieg na 1500 m                     | 7. miejsce  | 4:34,84  |
| 2016 | Igrzyska olimpijskie                      | Rio de Janeiro | bieg na 1500 m                     | 10. miejsce | 4:14,72  |
| 2016 | Mistrzostwa Europy w biegach przełajowych | Chia           | bieg młodzieżowców                 | 1. miejsce  | 19:21    |
| 2017 | Halowe mistrzostwa Europy                 | Belgrad        | bieg na 1500 m                     | 3. miejsce  | 4:06,59  |
| 2017 | Superliga drużynowych mistrzostw Europy   | Lille          | bieg na 3000 m                     | 1. miejsce  | 9:01,24  |
| 2017 | Młodzieżowe mistrzostwa Europy            | Bydgoszcz      | bieg na 1500 m                     | 2. miejsce  | 4:13,54  |
| 2017 | Mistrzostwa świata                        | Londyn         | bieg na 1500 m                     | półfinał    | 4:05,80  |
| 2017 | DécaNation                                | Angers         | bieg na 800 m                      | 1. miejsce  | 2:05,72  |
| 2018 | Athletics World Cup                       | Londyn         | bieg na 1500 m                     | 1. miejsce  | 4:07,66  |
| 2018 | Mistrzostwa Europy                        | Berlin         | bieg na 1500 m                     | 2. miejsce  | 4:03,08  |
| 2018 | Puchar interkontynentalny                 | Ostrawa        | bieg na 1500 m                     | 7. miejsce  | 4:22,56  |
| 2019 | Halowe mistrzostwa Europy                 | Glasgow        | bieg na 1500 m                     | 2. miejsce  | 4:09,30  |
| 2022 | Mistrzostwa świata                        | Eugene         | bieg na 1500 m                     | 5. miejsce  | 4:01,43  |
| 2022 | Mistrzostwa Europy                        | Monachium      | bieg na 1500 m                     | 3. miejsce  | 4:03,59  |
| 2023 | Halowe mistrzostwa Europy                 | Stambuł        | bieg na 1500 m                     | 3. miejsce  | 4:04,06  |
| 2023 | Mistrzostwa świata                        | Budapeszt      | bieg na 1500 m                     | eliminacje  | 4:06,47  |

## Rekordy życiowe
- bieg na 800 metrów (stadion) – 1:58,98 (5 czerwca 2022, Chorzów) 8. wynik w polskich tabelach historycznych
- bieg na 800 metrów (hala) – 2:00,40 (6 lutego 2019, Toruń)
- bieg na 1000 metrów (stadion) – 2:32,30 (14 sierpnia 2020, Monako) rekord Polski, 12 maja 2013 w Pliezhausen ustanowiła wynikiem 2:41,06 aktualny rekord Polski juniorów
- bieg na 1000 metrów (hala) – 2:35,69 (25 lutego 2023, Birmingham) rekord Polski
- bieg na 1500 metrów – 3:59,70 (6 września 2020, Chorzów)
- bieg na 1500 metrów (hala) – 4:04,06 (4 marca 2023, Stambuł) 2. wynik w polskich tabelach historycznych
- bieg na milę (stadion) – 4:23,34 (22 lipca 2018, Londyn)
- bieg na milę (hala) – 4:30,43 (17 lutego 2016, Sztokholm)
- bieg na 3000 metrów (stadion) – 8:59,44 (14 czerwca 2014, Sotteville-lès-Rouen) rekord Polski juniorów
- bieg na 3000 metrów (hala) – 8:45,29 (18 lutego 2017, Birmingham)

## Odznaczenia
- Medal 100-lecia Odzyskania Niepodległości – 2019[18]

## Wyróżnienia
- Coin CSWIiCh – 2019[16]